# 小行星7217
小行星7217（7217 Dacke）是一颗绕太阳运转的小行星，为主小行星带小行星。该小行星于1979年8月22日发现。

## 轨道参数
小行星7217的轨道半长轴为3.2104088 UA，离心率为0.173。